# Camptorrhiza
Camptorrhiza là một chi thực vật có hoa, bản địa Ấn Độ và miền nam châu Phi.

## Các loài
Hiện tại người ta công nhận hai loài thuộc chi này:
- Camptorrhiza indica S.R.Yadav, N.P.Singh & B.Mathew, 1993 - Maharashtra (Ấn Độ)[3]
- Camptorrhiza strumosa (Baker) Oberm., 1961 - Nam Phi, Angola, Mozambique, Zambia, Zimbabwe, Botswana, Namibia và dải Caprivi.[4][5] - Loài điển hình của chi[6]